# 诺沃塞利察 (科罗斯滕区)
50°45′14″N 29°26′10″E / 50.75389°N 29.43611°E
诺沃塞利察（烏克蘭語：Новоселиця），是烏克蘭的村落，位於該國北部日托米爾州，由科羅斯滕區马林市镇負責管轄，始建於1573年，面積0.47平方公里，海拔高度130米，2001年人口134，人口密度每平方公里285.71人。